# سالاتیگا
سالاتیگا (اندونزیایی: Salatiga) شهری در استان جاوه مرکزی کشور اندونزی است. جمعیت این شهر بر اساس سرشماری سال ۱۹۹۰ میلادی، ۹۸٫۰۱۲ نفر و بر اساس سرشماری سال ۲۰۰۰ میلادی، ۱۴۴٫۷۲۱ بوده که در سال ۲۰۰۷ میلادی به ۱۸۵٫۱۸۹ نفر افزایش یافته‌است.

## نگارخانه

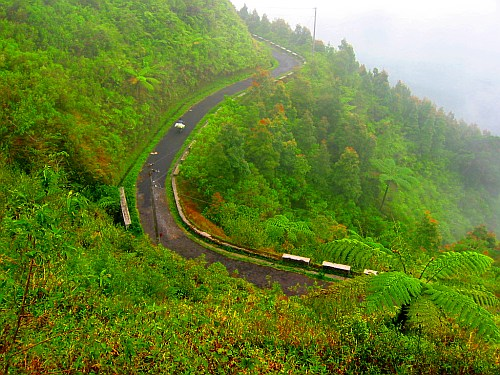